# Danh sách doge (Tổng trấn) của Venezia
Dưới đây là danh sách toàn bộ 120 Tổng trấn Venezia trong toàn bộ khoảng 1100 năm lịch sử của mình.
Nguyên gốc từ Doge xuất phát từ một cách đọc chệch từ từ gốc Latin Dux (hay ducis, 2 từ đều có nghĩa là lãnh đạo hay tướng lĩnh quân đội). Tổng trấn Venezia được bầu chọn thông qua một hội đồng các quý tộc có thành phần từ các thành bang trên khắp Venice. Quyền lực của Tổng trấn rất lớn, tuy vậy các thế chế chính trị như Đại Hội đồng (Maggior Consiglio), Tiểu Hội đồng, Quarantia (Hội đồng Bốn mươi),... được giới quý tộc thêm vào giới hạn lại quyền của các tổng trấn, khiến cho Venice trở thành một nền cộng hòa quý tộc (crowned republic).
Phần lớn các Doge của Venice làm việc và sinh sống tại khu phức hợp Dinh tổng trấn và Vương cung thánh đường Thánh Máccô đến khi mất, ngoại trừ những trường hợp ra ngoài vì một số lý do chính trị.

## Danh sách các tổng trấn Venice

### Nhậm chức ở thế kỷ 7
| Tên                  | Chân dung   | Huy hiệu | Năm sinh - năm mất | Thời gian giữ chức | Ghi chú                                                                                               |
| -------------------- | ----------- | -------- | ------------------ | ------------------ | --- |
| Paolo Lucio Anafesto | không khung | Không có | Không rõ - 717     | 697 - 717          | Tổng trấn (Doge) đầu tiên của Venice (theo truyền thống), bị phụ thuộc vào Tổng Giáo chủ của Ravenna. |

### Nhậm chức ở thế kỷ 8
| Tên                 | Chân dung                | Huy hiệu                 | Năm sinh - năm mất | Thời gian giữ chức | Ghi chú |
| ------------------- | ------------------------ | ------------------------ | ------------------ | ------------------ | --- |
| Marcello Tegalliano | không khung              | 116x116px[liên kết hỏng] | Không rõ - 726     | 717 - 726          | Có mâu thuẫn chính trị với người Lombard. |
| Orso Ipato          | 133x133px[liên kết hỏng] | 116x116px[liên kết hỏng] | Không rõ - 737     | 726 - 737          | Ông mở rộng hải quân Venice, tái chiếm lại Ravenna từ tay Lombards. Ông cũng phản đối các chính sách mang tính biểu trưng của hoàng đế Đông La Mã dành cho Venice. Bị ám sát bởi quân nổi loạn trong một cuộc nội chiến |

#### Thời kỳ nội loạn (737 - 742)
Sau khi tổng trấn Orso Ipato bị ám sát bởi những kẻ bất mãn trong chính quyền Venice liên quan đến việc ông ủng hộ người Eraclea chiến tranh chống lại người Equilio, chức vụ Tổng trấn của nền cộng hòa tạm thời rơi vào tay của các magister militum (tạm dịch: Quân vụ Trưởng quan) trong vòng 5 năm. Chức Tổng trấn chỉ thực sự trở lại khi con trai của Orso là Teodato Ipato được các quý tộc Venice bầu trở lại vào năm 742, sau khi người cai trị cuối cùng của thời kỳ nội loạn là Giovanni Fabriciaco bị làm cho mù mắt và cũng đồng thời bị trục xuất khỏi chức vụ, phải sống trong cảnh lưu vong.
| Tên                     | Chân dung                | Huy hiệu                 | Năm sinh - năm mất          | Thời gian giữ chức |
| ----------------------- | ------------------------ | ------------------------ | --------------------------- | ------------------ |
| Dominicus Leo Abrogatis | 133x133px[liên kết hỏng] | Không có                 | Không rõ năm sinh năm mất   | 737                |
| Felice Cornicola        | 133x133px[liên kết hỏng] | Không có                 | Không rõ năm sinh năm mất   | 738                |
| Teodato Ipato           | 133x133px[liên kết hỏng] | 116x116px[liên kết hỏng] | Không rõ - 755              | 739                |
| Gioviano Cepanico Ipato | 133x133px[liên kết hỏng] | Không có                 | Không rõ năm sinh năm mất   | 740                |
| Giovanni Fabriciaco     | 133x133px[liên kết hỏng] | Không có                 | Không rõ năm sinh - năm mất | 741                |

#### Chức tổng trấn chính thức trở lại
| Tên                | Chân dung                | Huy hiệu                 | Năm sinh - năm mất | Thời gian giữ chức | Ghi chú |
| ------------------ | ------------------------ | ------------------------ | ------------------ | ------------------ | --- |
| Teodato Ipato      | 133x133px[liên kết hỏng] | 116x116px[liên kết hỏng] | Không rõ - 755     | 742 - 755          | Con trai Orso Ipato. Bị buộc phải từ nhiệm, bị làm cho mù mắt và buộc phải lưu đày                                                                |
| Galla Gaulo        | 133x133px[liên kết hỏng] | 116x116px[liên kết hỏng] | Không rõ - 756     | 755 - 756          | Bị buộc phải từ nhiệm, bị làm cho mù mắt và buộc phải lưu đày giống người tiền nhiệm của mình                                                     |
| Domenico Monegario | 133x133px[liên kết hỏng] | 116x116px[liên kết hỏng] | Không rõ - 764     | 756 - 764          | Là Doge thứ 3 liên tiếp bị buộc phải từ nhiệm, bị làm cho mù mắt và bị buộc phải lưu đày.                                                         |
| Maurizio Galbaio   | không khung              | 116x116px[liên kết hỏng] | Không rõ - 787     | 764 - 787          | Làm vị tổng trấn vĩ đại đầu tiên của Venice. Ông được hoàng đế Đông La Mã Leo IV người Khazar ban tặng các tước hiệu Hypatos và Magister militum. |
| Giovanni Galbaio   | không khung              | 116x116px[liên kết hỏng] | Không rõ - 804     | 787 - 804          | Con của Maurizio Galbaio. Chạy trốn tới Mantua năm 803 cùng với gia đình và có lẽ cũng mất ở đó.                                                  |

### Nhậm chức vào thế kỷ 9
| Tên                      | Chân dung                | Huy hiệu                 | Năm sinh - năm mất          | Thòi gian giữ chức | Ghi chú |
| ------------------------ | ------------------------ | ------------------------ | --------------------------- | ------------------ | --- |
| Obelerio Antenoreo       | 127x127px[liên kết hỏng] | 113x113px[liên kết hỏng] | Không rõ - 811              | 804 - 811          | Sống lưu vong ở Constantinople. Sau khi Tổng trấn Giustiniano Participazio mất thì quay về chính quốc nhằm giành lại quyền lực nhưng không thành công. Ông bị chặt đầu và treo ở giữa chợ. |
| Agnello Participazio     | 129x129px[liên kết hỏng] | 116x116px[liên kết hỏng] | Không rõ - 827              | 811 - 827          | Được bổ nhiệm sau khi Pepin của Ý rút quân khỏi Venezia. |
| Giustiniano Participazio | 133x133px[liên kết hỏng] | Không có                 | Không rõ - 829              | 827 - 829          | Ông được ban tặng danh hiệu Hypatos từ hoàng đế Đông La Mã Leo V người Armenia. |
| Giovanni I Participazio  | 133x133px[liên kết hỏng] | Không có                 | Không rõ - 837              | 829 - 836          | Con của Agnello Participipazio. Bị bắt và cạo trọc đầu. |
| Pietro Tradonico         | 133x133px[liên kết hỏng] | 116x116px[liên kết hỏng] | c. 800 - 13 tháng 9 năm 864 | 837 - 864          | Bị ám sát. Hung thủ ám sát sau này được người kế nhiệm bắt giữ và xử tử. |
| Orso I Participazio      | 133x133px[liên kết hỏng] | Không có                 | Không rõ - 881              | 864 - 881          | Ông còn có tên khác là Orso I Badoer. |
| Giovanni II Participazio | 133x133px[liên kết hỏng] | Không có                 | Không rõ - 887              | 881 - 887          | Con của Orso I Participazio. Từ nhiệm do sức khỏe yếu |
| Pietro I Candiano        | 133x133px[liên kết hỏng] | 116x116px[liên kết hỏng] | c. 842 - 18 tháng 9 năm 887 | 887                | Bị giết khi đang xâm lược tộc Narentines. Là Tổng trấn đầu tiên chết khi đang ở trên chiến trận.                                                                                           |
| Pietro Tribuno           | 133x133px[liên kết hỏng] | 116x116px[liên kết hỏng] | Không rõ - 912              | 887 - 912          | Cháu ngoại của Pietro Tradonico .Trong thời gian ông giữ chức, người Magyar đã hai lần xâm lược và tàn phá Venice.                                                                         |

### Nhậm chức vào thế kỷ 10
| Tên                  | Chân dung                | Huy hiệu                 | Năm sinh - năm mất       | Thời gian giữ chức | Ghi chú |
| -------------------- | ------------------------ | ------------------------ | ------------------------ | ------------------ | --- |
| Orso II Participazio | 150x150px[liên kết hỏng] | Không có                 | Không rõ - 932           | 912 - 932          | Bị bắt cóc bởi một thân vương người Serb xứ Zachlumia tên là Mihailo Višević sau chuyến viếng thăm Constantinople cùng với con trai của mình. Dưới thời của ông, lần đầu tiên Venice có được xưởng đúc tiền của riêng mình                                              |
| Pietro II Candiano   | 133x133px[liên kết hỏng] | Không có                 | c. 862 - 939             | 932 - 939          | Con trai của Pietro I Candiano. |
| Pietro Participazio  | 133x133px[liên kết hỏng] | Không có                 | Không rõ - 942           | 939 - 942          | Con trai Orso II Participazio. |
| Pietro III Candiano  | 133x133px[liên kết hỏng] | Không có                 | Không rõ - 959           | 942 - 959          | Con trai Pietro II Candiano. Quân đội Venice dưới thời ông hai lần tấn công tộc Narentines nhưng không thành công. |
| Pietro IV Candiano   |                          | Không có                 | Không rõ - 976           | 959 - 976          | Con trai Pietro III Candiano. Mất cùng con trai trong vụ hỏa hoạn Dinh tổng trấn năm 973 khi Dinh bị tấn công bởi dân chúng Venice. |
| Pietro I Orseolo     | không khung              | 116x116px[liên kết hỏng] | 928 - 10 tháng 1 năm 987 | 976 - 978          | Từ chức để trở thành tu sĩ dòng Camaldolese của Tu viện Thánh-Michel-de-Cuxa nằm dưới dãy núi Pyrenees. |
| Vitale Candiano      | 133x133px[liên kết hỏng] | Không có                 | Không rõ - 979           | 978 - 979          | Con trai thứ tư của Pietro III Candiano. |
| Tribuno Memmo        | 133x133px[liên kết hỏng] | 116x116px[liên kết hỏng] | Không rõ - 991           | 979 - 991          | Trong thời kỳ tại nhiệm của ông, Vương cung thánh đường Thánh Máccô trở thành tài sản riêng của Venice, Thánh đường trở thành một nhà nguyện riêng mang trong đó các các hoạt động của giáo hội được chuyển đến cho primicerius (tức người đứng đầu các nhà nguyện cổ). |
| Pietro II Orseolo    | 133x133px[liên kết hỏng] | 116x116px[liên kết hỏng] | 961 - 1009 (48 tuổi)     | 991 - 1009         | Ông khởi đầu kỷ nguyên mở rộng lãnh thổ của người Venetia bằng các cuộc chinh phạt lãnh thổ vào Lastovo, Korčula cùng với việc mua lại Dubrovnik từ tay người Serb. |

### Nhậm chức vào thế kỷ 11
| Tên                  | Chân dung                | Huy hiệu                 | Năm sinh - năm mất | Thời gian giữ chức | Ghi chú |
| -------------------- | ------------------------ | ------------------------ | ------------------ | ------------------ | --- |
| Otto Orseolo         | 150x150px[liên kết hỏng] | Không có                 | 993 - 1032         | 1009 - 1026        | Tổng trấn trẻ nhất trong lịch sử Cộng hòa Venezia khi lên ngôi ở tuổi 16. Bị bắt giam, cạo râu và trục xuất tới Constantinople vì Chủ nghĩa gia đình trị của ông. Là cha của Peter Orseolo, người kế vị vua thánh Stephen trở thành vua Hungary. |
| Pietro Barbolano     | 153x153px[liên kết hỏng] | Không có                 | Không rõ - 1032    | 1026 - 1032        | Bị buộc phải từ nhiệm do sức ép của những người ủng hộ Otto Orseolo phục chức. |
| Domenico Flabanico   | 133x133px[liên kết hỏng] | 116x116px[liên kết hỏng] | Không rõ - 1043    | 1032 - 1043        | Thời kỳ ông cai trị chứng kiến sự suy thoái của Venice cả về chính trị lẫn kinh tế. |
| Domenico I Contarini | 133x133px[liên kết hỏng] | 116x116px[liên kết hỏng] | Không rõ - 1071    | 1043 - 1071        | Thời kỳ giữ chức của ông chức kiến sự hồi phục trở lại của Venice. Nước Cộng hòa này chiếm giữ lại Zadar và một phần xứ Dalmatia bị mất trước đó, đồng thời tái kiểm soát lại nhiều phần thuộc Địa Trung Hải.                                    |
| Domenico Selvo       | 133x133px[liên kết hỏng] | 101x101px[liên kết hỏng] | Không rõ - 1087    | 1071 - 1084        | Bị phê truất trong một cuộc nổi loạn của người dân thành phố do một nhóm chống đối có ảnh hưởng của Venice chủ mưu sau khi ông thua trận hải chiến ở Corfu. Mất 3 năm sau đó.                                                                    |
| Vitale Faliero       | 133x133px[liên kết hỏng] | 116x116px[liên kết hỏng] | Không rõ - 1095    | 1084 - 1095        | Nhậm chức sau khi Domenico bị lật đổ. Ông đã trợ giúp quân sự cho đế quốc Đông La Mã chống lại những người Ý-Norman. và đã trả thù được cho thất bại tại Corfu trước đó.                                                                         |
| Vitale I Michiel     | 133x133px[liên kết hỏng] | 116x116px[liên kết hỏng] | Không rõ - 1102    | 1095 - 1102        | Lúc đầu phản đối Cuộc thập tự chinh thứ nhất, sau khi các cường quốc châu Âu can dự vào thì Venice đồng ý tham gia. |

### Nhận chức vào thế kỷ 12
| Tên                      | Chân dung                | Huy hiệu                 | Năm sinh - năm mất             | Thời gian giữ chức                              | Ghi chú |
| ------------------------ | ------------------------ | ------------------------ | ------------------------------ | ----------------------------------------------- | --- |
| Ordelafo Faliero de Doni | 178x178px[liên kết hỏng] | 116x116px[liên kết hỏng] | Không rõ - 1137                | 1102 - 1107                                     | Mất tại Zadar khi đang chiến đấu với người Hungary.                                                                                               |
| Domenico Michiel         | 133x133px[liên kết hỏng] | 116x116px[liên kết hỏng] | Không rõ - 1130                | 1107 - 1130                                     | Ông gửi quân hỗ trợ Baldwin IV chống lại nhà Fatimid.                                                                                             |
| Pietro Polani            | 133x133px[liên kết hỏng] | 116x116px[liên kết hỏng] | Không rõ - 1148                | 1130 - 1148                                     | Trong thời kỳ ông cai trị, các mối đe dọa quân sự xung quanh Venice ngày càng gia tăng. Mất vì bạo bệnh khi đang chiến đấu với Vương quốc Sicily. |
| Domenico Morosini        | 133x133px[liên kết hỏng] | 116x116px[liên kết hỏng] | Không rõ - 1156                | 1148 - 1156                                     | Hòa giải các mẫu thuẫn giữa các gia đình quý tộc của Venetia, giúp chấm dứt các xung đột chính trị của quốc gia này.                              |
| Vital II Michele         | 133x133px[liên kết hỏng] | 116x116px[liên kết hỏng] | Không rõ - 1172                | 1156 - 1172                                     | Bị ám sát. Hung thủ sau đó bị xử tử. |
| Sebastiano Ziani         | 133x133px[liên kết hỏng] | 116x116px[liên kết hỏng] | Không rõ - 1178                | 1172 - 1178                                     | Ông tổ chức lại hành chính lại Venice, chia thành bang này nhiều quận khác nhau.                                                                  |
| Orio Mastropiero         | 133x133px[liên kết hỏng] | 116x116px[liên kết hỏng] | Không rõ - 13 tháng 6 năm 1192 | 1178 - Tháng 5 năm 1192                         | Bị bệnh và do đó từ nhiệm. Mất một tháng sau đó                                                                                                   |
| Enrico Dandolo           | 132x132px[liên kết hỏng] | 93x93px[liên kết hỏng]   | c. 1107 - Tháng 5 năm 1205     | 21 (hoặc 1) tháng 6 năm 1192 - tháng 5 năm 1205 | Bị mù khi nhậm chức. Nổi tiếng với cuộc thập tự chinh thứ 4 và Cuộc vây hãm Constantinopolis năm 1204.                                            |

### Nhậm chức vào thế kỷ 13
| Tên              | Chân dung                | Huy hiệu                 | Năm sinh - năm mất                           | Thời gian giữ chức                        | Ghi chú |
| ---------------- | ------------------------ | ------------------------ | -------------------------------------------- | ----------------------------------------- | --- |
| Pietro Ziani     | 100x100px[liên kết hỏng] | Không có                 | Không rõ - 13 tháng 3 năm 1320               | 15 tháng 8 năm 1205 - tháng 2 năm 1209    | Mua lại một phần lãnh thổ Đế quốc Latin và tuyên bố quan hệ thương mại của nền Cộng hòa với các quốc gia hậu Byzantine. |
| Jacopo Tiepolo   | 100x100px[liên kết hỏng] | 116x116px[liên kết hỏng] | Không rõ - 19 tháng 7 năm 1249               | 6 tháng 3 năm 1229 - 2 tháng 3 năm 1249   | Ông cũng là công tước Crete thứ nhất (1212 - 1216) và 2 lần giữ chức Podestà của Constantinople (1218 - 1220 và 1224 - 1227) trước khi giữ chức Tổng trấn.                                                                                             |
| Marino Morosini  | 107x107px[liên kết hỏng] | 116x116px[liên kết hỏng] | 1181 - 1 tháng 1 năm 1253                    | 1249 - 1 tháng 1 năm 1253                 | Ông cũng đồng thời là Công tước xứ Crete. |
| Reniero Zeno     | 168x168px[liên kết hỏng] | 116x116px[liên kết hỏng] | Không rõ - 7 tháng 7 năm 1268                | 1 tháng 1 năm 1253 - 7 tháng 7 năm 1268   | Thời kỳ ông cầm quyền chứng kiến cuộc chiến cuộc chiến giữa người Venezia với người Genoa, sự sụp đổ của đế chế Latin và việc Venice thông qua 129 điều luật về hàng hải hiện đại                                                                      |
| Lorenzo Tiepolo  | không khung              | 116x116px[liên kết hỏng] | Không rõ - 12 tháng 8 năm 1275               | 23 tháng 7 năm 1268 - 15 tháng 8 năm 1275 | Thời kỳ của ông đánh dấu chiến tranh với một loạt các thành bang Bắc Ý và sự hóa giải thù địch với Cộng hòa Genoa thông qua Hòa ước Cremona (1270) |
| Jacopo Contarini | 111x111px[liên kết hỏng] | 116x116px[liên kết hỏng] | 1194 - 1280                                  | 6 tháng 9 năm 1275 - 6 tháng 3 năm 1280   | Từ nhiệm trước sức ép từ các cuộc xung đột ở Istria, Crete và Ancona. Mất cùng năm tại nhà thờ Frari. |
| Giovanni Dandolo | 102x102px[liên kết hỏng] | 116x116px[liên kết hỏng] | Không rõ - 2 tháng 11 năm 1289               | 31 tháng 3 năm 1280 - 2 tháng 11 năm 1289 | Đồng duca đầu tiên của Venice lưu hành trong thời gian ông giữ chức |
| Pietro Gradenigo | 103x103px[liên kết hỏng] | 116x116px[liên kết hỏng] | 1251 - 12 tháng 8 năm 1311 (59 hoặc 60 tuổi) | 1289 - 13 tháng 8 năm 1311                | Thời kỳ ông cầm quyền đánh dấu chiến tranh với Genoa, Lãnh địa Giáo hoàng và nội loạn trong nước (song song với xung đột với Giáo hoàng) Thời kỳ của ông sẽ đánh dấu mầm mống ra đời của Hội đồng Mười nhằm ngăn ngừa nổi loạn một lần nữa trong nước. |

### Nhậm chức ở thế kỷ 14
| Tên                  | Chân dung                | Huy hiệu                 | Năm sinh - năm mất                       | Thời gian giữ chức                         | Ghi chú |
| -------------------- | ------------------------ | ------------------------ | ---------------------------------------- | ------------------------------------------ | --- |
| Marino Zorzi         | 125x125px[liên kết hỏng] | 116x116px[liên kết hỏng] | c. 1231 - 3 tháng 7 năm 1312             | 23 tháng 8 năm 1311 - 3 tháng 7 năm 1312   | Được bầu chọn để làm giảm để làm căng thẳng với những người nổi loạn và khôi phục quan hệ với thành Rome. Thất bại trong việc giảm căng thẳng với phía Giáo hoàng. |
| Giovanni Soranzo     | 129x129px[liên kết hỏng] | 116x116px[liên kết hỏng] | 1240 - 31 tháng 12 năm 1328              | 13 tháng 7 năm 1312 - 31 tháng 12 năm 1328 | Con rể ông là Niccolo' Querini bị buộc phải lưu đày do dính líu tới cuộc nổi loạn của Bajamonte Tiepolo. |
| Francesco Dandolo    | 129x129px[liên kết hỏng] | 116x116px[liên kết hỏng] | Không rõ - 1339                          | 1329 - 1339                                | Thời kỳ ông cầm quyền đánh dấu sự mở rộng của Venice về hướng đất liền Ý. |
| Bartolomeo Gradenigo | 127x127px[liên kết hỏng] | 117x117px[liên kết hỏng] | 1263 - 28 tháng 12 năm 1342              | 7 tháng 11 năm 1339 - 28 tháng 12 năm 1342 | Trong thời gian ông cai trị thì cộng hòa Venice khá yên bình. Thời gian này cũng được cho là xuất hiện một số sự kiện liên quan đến Nhẫn ngư phủ mà có liên quan mật thiết đến vị Tổng trấn. |
| Andrea Dandolo       | 133x133px[liên kết hỏng] | 116x116px[liên kết hỏng] | 1306 - 7 tháng 9 năm 1354 (47 - 48 tuổi) | 1343 - 7 tháng 9 năm 1354                  | Ông được biết đến như là nhà bảo trợ nghệ thuật, nhà cải cách luật nổi tiếng của Venice. Trong thời gian ông cai trị, Trận động đất Friuli năm 1348, bệnh dịch hạch và chiến tranh tại Zadar là những thách thức lớn nhất mà ông phải đối mặt. Ông cũng là Tổng trấn cuối cùng được chôn cất tại Vương cung thánh đường Thánh Máccô. |
| Marino Faliero       | 148x148px[liên kết hỏng] | 116x116px[liên kết hỏng] | 1274 - 17 tháng 4 năm 1355               | 11 tháng 9 năm 1354 - 15 tháng 4 năm 1355  | Bị xử chém đầu vì đảo chính. |
| Giovanni Gradenigo   | 105x105px[liên kết hỏng] | Không có                 | c. 1280 - 8 tháng 8 năm 1356             | 21 tháng 4 năm 1355 - 8 tháng 8 năm 1356   | Trong thời gian ông nắm quyền, hòa bình được tái lập ngắn ngủi với Genoa, tức chỉ khoảng 10 năm trước khi đối đầu trở lại tại Genoa |
| Giovanni Dolfin      | 167x167px[liên kết hỏng] | 116x116px[liên kết hỏng] | c.1303 - 12 tháng 7 năm 1362             | 13 tháng 8 năm 1356 - 12 tháng 7 năm 1361  | Venice bị mất Dalmatia vào tay Hungary, còn bản thân Tổng trấn thì bị mù một mắt trong cuộc chiến. |
| Lorenzo Celsi        | 102x102px[liên kết hỏng] | 116x116px[liên kết hỏng] | c. 1310 - 18 tháng 7 năm 1635            | 16 tháng 7 năm 1361 - 18 tháng 7 năm 1365. | Khởi nghĩa Thánh Titus nổ ra tại đảo Crete trong thời kỳ ông cai trị. |
| Marco Cornaro        | 110x110px[liên kết hỏng] | 116x116px[liên kết hỏng] | c. 1286 - 13 tháng 1 năm 1368            | 18 tháng 7 năm 1635 - 13 tháng 1 năm 1368  | Ông để mất Chios, Lesbos và thành phố Phocaea vào tay Cộng hòa Genoa nhưng khôi phục được thương mại với Nhà Mamluk. |
| Andrea Contarini     | 110x110px[liên kết hỏng] | 116x116px[liên kết hỏng] | c. 1300/1302 - 5 tháng 6 năm 1362        | 1368 - 5 tháng 6 năm 1382                  | Trong thời gian ông giữ chức, Chiến tranh xứ Chiogga đã diễn ra giữa hai nước cộng hòa là Venice và Genoa. |
| Michele Morosini     | 103x103px[liên kết hỏng] | 116x116px[liên kết hỏng] | 1308 - 16 tháng 10 năm 1382              | 10 tháng 6 - 16 tháng 10 năm 1382          | Thời kỳ ông giữ chức Venice giành được một số lợi thế chiến lược trong cuộc chiến với đối thủ Genoa. Chết trong khi dịch bệnh hoành hành |
| Antonio Venier       | 116x116px[liên kết hỏng] | 116x116px[liên kết hỏng] | c. 1330 - 23 tháng 11 năm 1400           | Tháng 10 năm 1382 - 23 tháng 11 năm 1400   | Là người có tính tình bất ổn và khá cứng rắn, ông giúp kinh tế Venice dần ổn định và đạt đến được đỉnh cao mới. Venice cũng đạt được thành công trong lĩnh vực đối ngoại khi thiết lập được một liên minh cho phép lãnh thổ Venice được mở rộng vào nội địa Ý. Thời kỳ cuối nắm quyền của ông chứng kiến chiến tranh với Ottoman.    |
| Michele Steno        | 118x118px[liên kết hỏng] | 116x116px[liên kết hỏng] | 1331 - 26 tháng 12 năm 1413              | 1 tháng 12 năm 1400 - 26 tháng 12 năm 1413 | Có lối ăn mặc giống Tổng trấn Venice là Lorenzo Celsi, là người khởi xướng Chiến tranh Padua với Francesco da Carrara. |

### Nhậm chức ở thế kỷ 15
| Tên                | Chân dung   | Huy hiệu    | Năm sinh - năm mất                                  | Thời gian cai trị                          | Ghi chú |
| ------------------ | ----------- | ----------- | --------------------------------------------------- | ------------------------------------------ | --- |
| Tommaso Mocenigo   | không khung | không khung | 1343 - 4 tháng 4 năm 1423 (79 hoặc 80 tuổi)         | 1414 - 4 tháng 4 năm 1423                  | Được bổ nhiệm khi khi còn là Đại sứ Venice tại Cremona (Cremona lúc này đang do Công quốc Milan kiểm soát). Ông đánh bại liên minh Aquiela-Hungary và sát nhập đất của tòa thượng phụ Aquiela vào lãnh thổ của Venice.           |
| Francesco Foscari  | không khung | không khung | 19 tháng 6 năm 1373 - 1 tháng 11 năm 1457 (84 tuổi) | 15 tháng 4 năm 1423 - 22 tháng 10 năm 1457 | Là Doge có thời gian tại nhiệm lâu nhất của Cộng hòa Venice. Ông giữ chức trùng với thời điểm quá trình phục hưng Ý đang diễn ra mạnh mẽ. Bị buộc phải từ nhiệm bởi Hội đồng Mười.                                               |
| Pasquale Malipiero | không khung | không khung | 1392 - 7 tháng 5 năm 1462                           | 30 tháng 10 năm 1457 - 7 tháng 5 năm 1462  | Ông ký ban hành các sắc lệnh giới hạn lại quyền lực của Hội đồng Mười. |
| Cristoforo Moro    | không khung | không khung | 1390 - 10 tháng 11 năm 1471                         | 1462 - 1471                                | Thời kỳ ông cầm quyền đánh dấu các cuộc xung đội dai dẳng với người Thổ, các mối de dọa từ các thành bang Ý quanh nước Cộng hòa và với cả vua Louis XI của Pháp.                                                                 |
| Nicolò Tron        | không khung | không khung | c. 1399 - 28 tháng 7 năm 1473                       | 1471 - 28 tháng 7 năm 1473                 | Ông liên minh với shah Ba Tư Ussan Hassan Beg chống lại đế quốc Ottoman và phát hành đồng Lira mới. |
| Nicolò Marcello    | không khung | không khung | c. 1399 - 1 tháng 12 năm 1474                       | 13 tháng 8 năm 1473 - 1 tháng 10 năm 1474  | Ông tiên hành cải tổ lại các vấn đề tài chính của Venezia, phát hành đồng tiền mới mang tên mình. Nguyện vọng của ông khi mất là quyên góp tài sản của mình cho một liên doanh từ thiện.                                         |
| Pietro Mocenigo    | không khung | không khung | 1406 - 23 tháng 2 năm 1476                          | 14 tháng 12 năm 1474 - 23 tháng 2 năm 1476 | Ông mua lại Vương quốc Cyprus vào tay Venice. Mất sau chiến đấu với quân đội Ottoman gần Scutari (nay là Shkodër). |
| Andrea Vendramin   | không khung | không khung | 1393 - 1478 (84 - 85 tuổi)                          | 1476 - 1478                                | Thời gian cai trị của ông đánh dấu sự kết thúc của chiến tranh Venetian - Ottoman thứ hai. Ông mất có lẽ vì dịch bệnh. |
| Giovanni Mocenigo  | không khung | Không có    | 1409 - 14 tháng 9 năm 1485                          | 1478 - 14 tháng 9 năm 1485                 | Quân đội Venice dười thời tổng trấn tham chiến chống đế quốc Ottoman ở trên biển và quân đội của công quốc Ferrara ở trên bộ, từ đó ông chiếm thêm từ tay Ercole I d'Este Rovingo và Polesine.                                   |
| Marco Barbarigo    | không khung | không khung | 1413 - 14 tháng 3 năm 1486 (73 tuổi)                | 1485 - 14 tháng 5 năm 1486                 | Được làm lễ bổ nhiệm ở dưới cầu thang sân trước của Dinh tổng trấn, ở giữa Tháp chuông của Thánh Mark và Porta della Carta (Cổng Giấy).                                                                                          |
| Agostino Barbarigo | không khung | không khung | 3 tháng 6 năm 1419 - 20 tháng 9 năm 1501 (82 tuổi)  | 1486 - 20 tháng 9 năm 1501                 | Chiến tranh Ý thứ nhất diễn ra trong thời kỳ mà ông đứng đầu đất nước. Chiến tranh với Ottoman lại nổ ra, khiến gần hết lãnh thổ mà Cộng hòa kiểm soát ở Morea rơi vào tay người Ottoman khi hòa bình được lập lại vào năm 1503. |

### Nhậm chức ở thế kỷ 16
| Tên                  | Chân dung   | Huy hiệu    | Năm sinh - năm mất                                   | Thời gian cai trị                          | Ghi chú |
| -------------------- | ----------- | ----------- | ---------------------------------------------------- | ------------------------------------------ | --- |
| Leonardo Loredan     | không khung | không khung | 16 tháng 11 năm 1436 - 22 tháng 6 năm 1521 (84 tuổi) | 13 tháng 10 năm 1501 - 22 tháng 6 năm 1521 | Thời gian ông cai trị chứng kiến sự kết thúc của chiến tranh với Ottoman trước đó và Chiến tranh của Liên minh Cambrai xảy ra với Venetia là một bên tham chiến.                  |
| Antonio Grimani      | không khung | không khung | 28 tháng 12 năm 1434 - 7 tháng 5 năm 1523 (88 tuổi)  | 6 tháng 7 năm 1521 - 7 tháng 5 năm 1523    | Ông đẩy cộng hòa Venice vào chiến tranh 4 năm với các cương quốc châu Âu với chỉ có Pháp là đồng minh lớn duy nhất của mình. Mất giữa cuộc chiến                                  |
| Andrea Gritti        | không khung | không khung | 17 tháng 4 năm 1455 - 28 tháng 12 năm 1538           | 20 tháng 5 năm 1352 - 28 tháng 12 năm 1358 | Ông rút lui khỏi chiến tranh ở Ý sau khi ký hòa ước với Charles V của Đế quốc La Mã Thần thánh nhưng lại để Venice rơi vào chiến tranh với Ottoman thêm một lần nữa vào năm 1537. |
| Pietro Lando         | không khung | không khung | 1462 - 9 tháng 11 năm 1545                           | 19 tháng 1 năm 1539 - 9 tháng 11 năm 1545  | Ông buộc phải nhường lãnh địa Peloponnese cho Đế quốc Thổ sau chiến tranh với phía Thổ.                                                                                           |
| Francesco Donato     | không khung | không khung | 1468 - 31 tháng 5 năm 1554                           | 21 tháng 11 năm 1545 - 23 tháng 5 năm 1553 | Cố gắng từ nhiệm một số lần do sức khỏe yếu nhưng không thành. |
| Marcantonio Trevisan | không khung | không khung | 1475 - 31 tháng 5 năm 1554                           | 4 tháng 6 năm 1553 - 31 tháng 5 năm 1554   | Ông không kết hôn trong suốt cuộc đời mình. Được bầu mà không có sự ủng hộ từ phía người dân. Ông cuối cùng chết vì bệnh tật.                                                     |
| Francesco Venier     | không khung | không khung | 1489 - 2 tháng 6 năm 1556                            | 11 tháng 6 năm 1554 - 2 tháng 6 năm 1556   | Sự suy thoái về kinh tế tiếp tục diễn ra trong 2 năm cầm quyền. Là một nhà lãnh đạo có vấn đề về sức khỏe, ông tướng đối xa lánh với nhân dân Venice.                             |
| Lorenzo Priuli       | không khung | không khung | 1489 - 17 tháng 8 năm 1559                           | 14 tháng 6 năm 1556 - 17 tháng 8 năm 1559  | Thời kỳ ông giữ chức khá yên bình, ngoại trừ một số vấn đề về bệnh dịch và mực nước biển dâng đột ngột ở Venice gây một số thiệt hại nhất định cho nước Cộng hòa.                 |
| Girolamo Priuli      | không khung | Không có    | 1486 - 4 tháng 11 năm 1567                           | 1 tháng 9 năm 1559 - 4 tháng 11 năm 1567   | Anh trai của Lorenzo Priuli. Ông mất vì đột quỵ. |
| Pietro Loredan       | không khung | không khung | 1482 - 3 tháng 5 năm 1570                            | 26 tháng 11 năm 1567 - 3 tháng 5 năm 1570  | Thời kỳ cai trị của ông đánh dấu sự khởi đầu chiến tranh lần thứ tư với Ottoman.                                                                                                  |
| Alvise I Mocenigo    | không khung | Không có    | 26 tháng 10 năm 1507 - 4 tháng 6 năm 1577            | 15 tháng 5 năm 1570 - 4 tháng 6 năm 1577   | Ông để mất đảo Síp vào tay của Ottoman sau khi chiến tranh với nước này kết thúc vào năm 1573                                                                                     |
| Sebastiano Venier    | không khung | không khung | c. 1496 - 3 tháng 3 năm 1578                         | 11 tháng 6 năm 1577 - 3 tháng 3 năm 1578   | Chỉ huy hải quân nổi tiếng của Venice, từng đánh bại hải quân Ottoman trong trận Lepanto cùng các đồng minh châu Âu.                                                              |
| Nicolò da Ponte      | không khung | không khung | 15 tháng 12 năm 1491 - 30 tháng 7 năm 1585 (94 tuổi) | 11 tháng 3 năm 1578 - 30 tháng 7 năm 1585  | Ông hoạt động sôi nổi với tư cách là người chống chủ nghĩa giáo quyền trong thời gian mà ông trị vì.                                                                              |
| Pasquale Cicogna     | không khung | không khung | 27 tháng 5 năm 1509 - 2 tháng 4 năm 1595 (86 tuổi)   | 18 tháng 8 năm 1585 - 2 tháng 4 năm 1595   | Thời ký ông giữ chức khá yên bình. Ông cho thay thế Cầu Rialto cũ bằng gỗ bắc qua Kênh đào Chính của Venezia bằng một cây cầu mới bằng đá ở cùng vị trí.                          |
| Marino Grimani       | không khung | Không có    | 1 tháng 7 năm 1532 - 25 tháng 12 năm 1605 (74 tuổi)  | 26 tháng 4 năm 1595 - 25 tháng 15 năm 1605 | Ông hạn chế lại quyền lực của Giáo hội trong nền cộng hòa bằng nhiều biện pháp khác nhau.                                                                                         |

### Nhậm chức ở thế kỷ 17
| Tên                    | Chân dung   | Huy hiệu    | Năm sinh - năm mất                                    | Thời gian giữ chức                         | Ghi chú |
| ---------------------- | ----------- | ----------- | ----------------------------------------------------- | ------------------------------------------ | --- |
| Leonardo Donato        | không khung |             | 12 tháng 2 năm 1536 - 16 tháng 7 năm 1612 (77 tuổi)   | 10 tháng 1 năm 1606 - 16 tháng 7 năm 1612  | Nổi tiếng vì mâu thuẫn giữa Tổng trấn và Tòa thánh đặc biệt tăng cao vào thời ông cầm quyền, buộc Giáo hoàng Phaolô V phạt vạ tuyệt thông quốc gia này trong 2 năm 1606-1607 trước khi Pháp can thiệp để chấm dứt xung đột.                                 |
| Marcantonio Memmo      | không khung | không khung | 11 tháng 11 năm 1536 - 31 tháng 10 năm 1615 (79 tuổi) | 24 tháng 7 năm 1612 - 31 tháng 10 năm 1615 | Ngoại trừ các cuộc đột kích của các toán cướp biển người Uskok vào năm 1613, không có thêm các ghi chép thêm gì về thời kỳ ông nắm quyền. |
| Giovanni Bembo         | không khung | Không có    | 21 tháng 8 năm 1543 - 16 tháng 3 năm 1618 (76 tuổi)   | 2 tháng 12 năm 1615 - 16 tháng 3 năm 1618  | Chống trả thành công quân Tây Ban Nha xâm lược, đồng thời phá tan mưu đồ nhằm đánh sập nền Cộng hòa của Alfonso de la Cueva (lúc này đang là đại sứ Tây Ban Nha ở Venice).                                                                                  |
| Nicolò Donato          | không khung | không khung | 28 tháng 1 năm 1540 - 9 tháng 5 năm 1618 (78 tuổi)    | 4 tháng 4 năm 1618 - 9 tháng 5 năm 1618    | Căng thẳng với người Tây Ban Nha tiếp tục tăng cao trong 35 ngày mà ông là đứng đầu nền cộng hòa. |
| Antonio Priuli         | không khung | Không có    | 10 tháng 5 năm 1548 - 15 tháng 8 năm 1623 (85 tuổi)   | 9 tháng 5 năm 1618 - 12 tháng 8 năm 1623   | Ông tiếp tục đối phố với các âm mưu của người Tây Ban Nha cho đến khi kết thúc "cuộc chiến gián điệp" vào năm 1623. |
| Francesco Contarini    | không khung | không khung | 28 tháng 11 năm 1566 - 6 tháng 12 năm 1624 (58 tuổi)  | 8 tháng 9 năm 1623 - 6 tháng 12 năm 1624   | Rất ít sự kiện xảy ra trong thời gian ông cầm quyền. Chiến tranh 30 năm diễn ra theo hướng có lợi cho Venice, dù nước này không chính thức tham gia cuộc chiến tranh.                                                                                       |
| Giovanni I Corner      | không khung | không khung | 11 tháng 11 năm 1551 - 23 tháng 12 năm 1629 (78 tuổi) | 4 tháng 1 năm 1625 - 23 tháng 12 năm 1629  | Nội chiến tại Venezia xảy ra trong thời kỳ cầm quyền của ông do vấn đề lạm dụng chức quyền để làm lợi cho gia đình. |
| Nicolò Contarini       | không khung | không khung | 26 tháng 9 năm 1553 - 2 tháng 4 năm 1631 (77 tuổi)    | 18 tháng 1 năm 1630 - 2 tháng 4 năm 1631   | Dẫn dắt đất nước vượt qua Đợt đại dịch hạch Ý 1629 - 1631, đợt dịch hạch giết chết tổng cộng một phần ba dân số Venice. |
| Francesco Erizzo       | không khung | Không có    | 18 tháng 2 năm 1566 - 3 tháng 1 năm 1646 (79 tuổi)    | 10 tháng 4 năm 1631 - 3 tháng 1 năm 1646   | Những năm cuối ông cai trị chứng kiến chiến tranh với Ottoman tại đảo Crete. Ông không bao giờ kết hôn trong suốt cuộc đời của mình. |
| Francesco Molin        | không khung | Không có    | 21 tháng 4 năm 1575 - 27 tháng 2 năm 1655 (79 tuổi)   | 20 tháng 1 năm 1646 - 27 tháng 2 năm 1655  | Chiến tranh với Ottoman tiếp diễn dưới thời ông cho đến năm 1669. |
| Carlo Contarini        | không khung | không khung | 5 tháng 7 năm 1580 - 1 tháng 5 năm 1656 (75 tuổi)     | 27 tháng 3 năm 1655 - 1 tháng 5 năm 1656   | Được bầu là Doge vì được hòa hoãn được với các phe phái trong nội bộ Hội đồng và vì tuổi cao. Mất vì đổ bệnh trước khối lượng công việc lớn. |
| Francesco Cornaro      | không khung | Không có    | 6 tháng 3 năm 1585 - 5 tháng 6 năm 1656 (71 tuổi)     | 17 tháng 5 năm 1656 - 5 tháng 6 năm 1656   | Là một nhà chính trị có uy tín. Mất chỉ vài tuần sau khi nắm quyền. |
| Bertuccio Valier       | không khung | Không có    | 1 tháng 7 năm 1596 - 29 tháng 3 năm 1658 (61 tuổi)    | 15 tháng 6 năm 1656 - 29 tháng 3 năm 1658  | Ông không thành công trong việc đề nghị hòa đàm với Thổ Nhĩ Kỳ. Tiến hành cuộc đột kích vào Istanbul để giải tỏa cho quân Venice ở Ý nhưng không thành công. Đột ngột mất ở tuổi 61.                                                                        |
| Giovanni Pesaro        | không khung | Không có    | 1 tháng 9 năm 1589 - 30 tháng 9 năm 1659 (70 tuổi)    | 8 tháng 4 năm 1658 - 30 tháng 9 năm 1659   | Ông không nhận được sự ủng hộ từ người dân Venice. Mất sau khi cầm quyền được 4 tháng. |
| Domenico II Contarini  | không khung | không khung | 28 tháng 1 năm 1585 - 26 tháng 1 năm 1675 (89 tuổi)   | 16 tháng 10 năm 1659 - 26 tháng 1 năm 1675 | Ông để thua trước người Ottoman trong trận vây hãm Candia kéo dài 21 năm, qua đó kết thúc chiến tranh đảo Crete. Venice sau đó tiến hành tái thiết sau cuộc chiến. Mất khi đã nằm liệt giường được khoảng 1 năm rưỡi trước cái chết của ông.                |
| Nicolò Sagredo         | không khung | Không có    | 8 tháng 12 năm 1606 - 17 tháng 8 năm 1676 (69 tuổi)   | 6 tháng 2 năm 1675 - 14 tháng 8 năm 1676   | Ông tiếp tục quá trình tái thiết đất nước của người tiền nhiệm. |
| Alvise Contarini       | không khung | không khung | 24 tháng 10 năm 1601 - 15 tháng 1 năm 1684 (82 tuổi)  | 26 tháng 8 năm 1676 - 15 tháng 1 năm 1684  | Ông cai trị đất nước khá là yên bình, mặc dù những ngày cuối của ông chứng kiến quan hệ Venice - Ottoman mâu thuẫn trở lại. |
| Marcantonio Giustinian | không khung | Không có    | 2 tháng 3 năm 1619 - 23 tháng 3 năm 1688 (69 tuổi)    | 26 tháng 1 năm 1684 - 23 tháng 3 năm 1688  | Ông ít quan tâm đến các vấn đề của đất nước. Đóng góp rất ít cho thành công của Venice trong chiến thắng ở Morea trước người Thổ Osman. |
| Francesco Morosini     | không khung | không khung | 26 tháng 2 năm 1619 - 16 tháng 1 năm 1694 (74 tuổi)   | 3 tháng 4 năm 1688 - 16 tháng 1 năm 1694   | Nổi tiếng vì "luôn diện đồ đỏ từ đầu đến chân và không bao giờ làm bất cứ việc gì mà không có chú mèo của ông ở bên cạnh mình".Trong thời gian ông cầm quyền, ông không thành công trong việc chiếm thành Negropont tới tận 2 lần vào các năm 1688 và 1693. |
| Silvestro Valiero      | không khung | Không có    | 28 tháng 3 năm 1630 - 7 tháng 7 năm 1700 (69 tuổi)    | 25 tháng 2 năm 1694 - 7 tháng 7 năm 1700   | Hòa ước Karlowitz là sự kiện nổi tiếng nhất dưới thời kỳ làm Tổng trấn của ông. |
| Alvise II Mocenigo     | không khung | Không có    | 3 tháng 1 năm 1628 - 6 tháng 5 năm 1709 (81 tuổi)     | 17 tháng 7 năm 1700 - 6 tháng 5 năm 1709   | Mất sau mùa đông lạnh bất thường năm 1708 - 1709 ở châu Âu. |

### Nhậm chức ở thế kỷ 18
| Tên                         | Chân dung   | Huy hiệu    | Năm sinh - năm mất                                   | Thời gian cai trị                          | Ghi chú |
| --------------------------- | ----------- | ----------- | ---------------------------------------------------- | ------------------------------------------ | --- |
| Giovanni II Cornaro         | không khung | Không có    | 4 tháng 8 năm 1647 - 12 tháng 8 năm 1722 (75 tuổi)   | 22 tháng 5 năm 1709 - 12 tháng 8 năm 1722  | Chiến tranh với Ottoman nổ ra một lần nữa dưới thời của ông. Venice mất toàn bộ bán đảo Morea vào tay người Thổ Osman khi chiến tranh kết thúc. |
| Sebastiano Mocenigo         |             | Không có    | 29 tháng 8 năm 1662 - 21 tháng 5 năm 1732 (69 tuổi)  | 24 tháng 8 năm 1722 - 21 tháng 5 năm 1732  | Ông nỗ lực cải tổ nhà nước trong bối cảnh Venice đang trên đà suy yếu mạnh mẽ. |
| Carlo Ruzzini               | không khung | Không có    | 11 tháng 11 năm 1653 - 5 tháng 1 năm 1735 (82 tuổi)  | 2 tháng 6 năm 1732 - 5 tháng 1 năm 1735    | Ông đạt được không nhiều thành công trong thời gian cầm quyền của mình ngoại trừ việc giữ cho Venice trung lập trước những cuộc xung đột lớn của thời kỳ này. |
| Alvise Pisani               | không khung | không khung | 1 tháng 1 năm 1664 - 17 tháng 6 năm 1741 (78 tuổi)   | 17 tháng 1 năm 1735 - 17 tháng 6 năm 1741  | Ông quan tâm nhiều đến chính trị đương thời. Kinh tế Venice có nhiều khởi sắc trong giai đoạn này. |
| Pietro Grimani              | không khung | Không có    | 5 tháng 10 năm 1677 - 7 tháng 3 năm 1752 (64 tuổi)   | 30 tháng 6 năm 1741 - 7 tháng 3 năm 1752   | Là một người có năng khiếu về nghệ thuật, ông bảo trợ các tác phẩm nghệ thuật và văn học khi làm tổng trấn Venice. |
| Francesco Loredan           | không khung | Không có    | 9 tháng 2 năm 1685 - 19 tháng 5 năm 1762 (77 tuổi)   | 18 tháng 3 năm 1752 - 19 tháng 5 năm 1762  | Ông bị động trong vấn đề chính trị của Venice, điều này góp phần đưa Venice đi đến sụp đổ. |
| Marco Foscarini             | không khung | Không có    | 4 tháng 2 năm 1696 - 31 tháng 3 năm 1763 (67 tuổi)   | 31 tháng 5 năm 1762 - 31 tháng 3 năm 1763  | Mất vì làm việc lao lực. |
| Alvise IV Giovanni Mocenigo | không khung | Không có    | 19 tháng 5 năm 1701 - 31 tháng 12 năm 1778 (77 tuổi) | 19 tháng 4 năm 1763 - 31 tháng 12 năm 1778 | Ông hạn chế đặc quyền của hàng giáo sĩ, do đó gây nên xung đột với phía Giáo hoàng Clement XIII. Ông mở rộng thương mại tới nhiều nước, bao gồm Nga, Tripoli, Tunisia, Morocco và với lục địa châu Mỹ. |
| Paolo Renier                | không khung | Không có    | 21 tháng 11 năm 1710 - 14 tháng 2 năm 1789           | 14 tháng 2 năm 1779 - 14 tháng 2 năm 1789  | Ông không được ủng hộ khi được đề cử chức Tổng trấn (một phần vì ông kết hôn với một người phụ nữ ở tầng lớp bình dân, điều mà không được ủng hộ ở nước Cộng hòa), và vì thế ông có thể đã dùng tiền mà mình kiếm được khi còn Constantinople để mua chuộc Hội đồng nhằm có được chức vụ. Mất vì sốt thấp khớp. |
| Ludovico Manin              | không khung | Không có    | 23 tháng 6 năm 1726 - 24 tháng 12 năm 1802           | 9 tháng 3 năm 1789 - 24 tháng 10 năm 1802  | Tổng trấn cuối cùng của Venice, bị buộc phải từ nhiệm do cuộc xâm lăng của Napoleon vào Venice. |

Sau sự sụp đổ của cộng hòa Venice, một Podestà (Thị trưởng) mới được bổ nhiệm để cai trị thành phố trong khoảng thời gian từ 1806 - 1866. Một nỗ lực nhằm khôi phục lại nền cộng hòa của Venezia của Daniele Manin vào năm 1848, đã thất bại chỉ hơn 1 năm rưỡi sau đó. Sau cuộc chiến tranh giành độc lập Ý lần thứ 3, Venice trở thành một phần của Vương quốc Ý mới thành lập. Rồi chức thị trưởng Venice được thành lập để cai quản thành phố cảng này từ năm 1860 (lúc Vương quốc Ý còn chưa chính thức độc lập) đến nay, trước được bầu bởi hội đồng thành phố (trước năm 1993) và sau là do bầu cử công khai (sau 1993).